# Le Démon des femmes
Pour plus de détails, voir Fiche technique et Distribution.
Le Démon des femmes (titre original : The Legend of Lylah Clare) est un film américain de Robert Aldrich, sorti en 1968.

## Synopsis
Elsa Brickmann est une jeune femme qui rêve de devenir actrice. Son idole : Lylah Clare, immense vedette de Hollywood disparue il y a plus de vingt ans dans des circonstances particulièrement troubles.
De par sa ressemblance étrange avec la défunte, elle est repérée pour jouer le propre rôle de Lylah dans un film autobiographique dirigé par le réalisateur légendaire et ex-mari de Lylah : le tyrannique et impitoyable Louis Zarkan. Elsa découvre les dessous de l'industrie cinématographique hollywoodienne et la faune macabre qui la peuple (imprésario maladif, actrice lesbienne, producteur vulgaire, cinéaste égocentrique, chroniqueuse malfaisante...).
De plus, la personnalité monstrueuse de Lylah Clare va très vite prendre le dessus sur le caractère fragile de la pauvre Elsa...

## Fiche technique
- Titre original : The Legend of Lylah Clare
- Titre français : Le Démon des femmes
- Réalisation : Robert Aldrich
- Scénario : Hugo Butler, Edward DeBlasio, Jean Rouverol, Robert Thom
- Décors : F. Keogh Gleason, Henry Grace
- Costumes : Renié
- Photographie : Joseph F. Biroc
- Montage : Michael Luciano
- Musique : Frank De Vol
- Direction artistique : George W. Davis et William Glasgow
- Costumes : Renié
- Production : Robert Aldrich et Walter Blake producteur associé
- Société de production : The Associates & Aldrich Company et Metro-Goldwyn-Mayer
- Société de distribution : Metro-Goldwyn-Mayer
- Pays d'origine :  États-Unis
- Langue : Anglais
- Format : Couleurs (Metrocolor) – 35 mm  – 1,85:1 - Son mono
- Genre : Drame
- Durée : 130 minutes
- Dates de sortie : 
  - États-Unis : 21 août 1968 (première à Hollywood)
  - France : 16 avril 1969
- Affiche : Raymond Elseviers (Belgique)

## Distribution
- Kim Novak (VF : Nelly Benedetti) : Lylah Clare / Elsa Brinkmann
- Peter Finch  (VF : René Arrieu) : Lewis Zarken
- Ernest Borgnine (VF : André Valmy) : Barney Sheean
- Milton Selzer (VF : Jacques Thébault) : Bart Langner
- Rossella Falk (VF : Jacqueline Carrel) : Rossella
- Gabriele Tinti (VF : Maurice Sarfati) : Paolo
- Valentina Cortese (VF : Michèle Montel) : Bozo Bedoni
- Michael Murphy (VF : Jean-François Calvé) : Mark Peter Sheean
- George Kennedy (VF : Georges Aubert) : Matt Burke, le partenaire de Lylah Clare dans le film NB projeté
- Coral Browne  (VF : Paule Emanuele) : Molly Luther
- Queenie Smith : La coiffeuse
- Jean Carroll (VF : Lita Recio) : Becky Langner
- Ellen Corby (VF : Marie Francey) : la scripte
- Robert Ellenstein (VF : Pierre Garin) : Mike
- John Alvin : un comptable

## Autour du film
- C'est le dernier film dont Kim Novak fut la vedette principale.
- Robert Aldrich mit fin, avec ce film, à sa trilogie dédiée au monde du cinéma, comprenant The Big Knife (1955) et What Ever Happened To Baby Jane (1962), qui s’inscrit dans la lignée des productions dénonçant l’industrie du cinéma hollywoodien comme Les Ensorcelés (1952).
- Le film fut un immense échec commercial (tant public que critique) et reste à ce jour indisponible que ce soit en vidéo ou en DVD (tous pays confondus). Amplement amputé pour le marché américain, une seule version intégrale circule sur le câble. Elle fait partie du catalogue MGM racheté par Ted Turner pour sa chaîne TCM.
- Le film cite de manière directe Rebecca, Sunset Boulevard et Vertigo (film dans lequel Novak jouait déjà un double rôle).
- Ernest Borgnine, qui joue le rôle du producteur, est l’acteur fétiche d’Aldrich. Utilisé comme une sorte de double malfaisant, l’acteur tournera 6 films avec lui.
- George Kennedy participa amicalement au film dans une minuscule apparition.
- Les scènes finales furent tournées dans les coulisses du plateau de tournage de Lylah Clare. On y voit même l’envers du décor du Hall d’entrée de la villa de Louis Zarkan.
- Joseph von Sternberg servit de modèle aux scénaristes pour Louis Zarkan.